# Verdwijning van Willemijntje van der Meer
De verdwijning van Willemijntje van der Meer is een cold case vermissingszaak uit 1978. De 37-jarige Willemijn(tje) van der Meer verliet op 2 januari 1978 haar woning aan de Gillis van Ledenberchstraat 47-3 in Amsterdam-West. Sindsdien is niets meer van haar vernomen.

## Geschiedenis
Willemijntje van der Meer was getrouwd met Idris, een uit Suriname afkomstige man. Het echtpaar had zes kinderen. Het huwelijk was erg slecht. Diverse keren was Van der Meer genoodzaakt onder te duiken in een blijf-van-mijn-lijf-huis wegens huiselijk geweld. Het gezin had het bovendien niet breed. Het kwam daardoor voor dat het echtpaar geld leende om te kunnen voorzien in de basisbehoeften. Willemijntje had aangekondigd te willen scheiden.

## Vermissing
Op 2 januari 1978 in de namiddag verliet Willemijntje de woning. Ze liet haar kinderen weten ergens geld te moeten lenen. Willemijntje kwam echter niet thuis en werd de volgende dag als vermist opgegeven bij de politie. 
De politie ging destijds gelet op het slechte huwelijk, de geldzorgen en het huiselijk geweld, uit van een vrijwillige verdwijning. Steun voor dat scenario werd gevonden in het feit dat Willemijn volgens de kinderen al een tijdje aan het zoeken was naar haar paspoort.
Een aantal weken na de vermissing kwamen twee mannen aan de deur die om de fotoalbums van Willemijntje vroegen. De familie dacht dat het hier ging om rechercheurs en gaf de fotoalbums mee. De heren bleken echter niet te werken bij de politie, en de fotoalbums werden nadien nooit meer teruggevonden. Wie deze mannen waren is nooit achterhaald.
Na het verdwijnen van Willemijntje viel het gezin uit elkaar. De kinderen werden opgenomen in opvangtehuizen en geplaatst bij adoptiegezinnen. Idris zette kort na de verdwijning een echtscheidingsprocedure in gang.

## Onderzoek
Het onderzoek naar de vermissing van Willemijntje verzandde al snel in een cold case. Er was geen spoor van Willemijntje te vinden en voor een misdrijf-scenario waren geen aanwijzingen.

### Privédetective
Vanaf 1982 ging privédetective Jan Ackermann zich met de zaak bezighouden nadat hij een dochter van Willemijntje had geadopteerd. In 1986 kreeg hij een telefoontje van de zoon van de nieuwe partner van Idris. Idris zou aan haar hebben bekend dat hij Willemijn van het leven had beroofd nadat hij haar naar zijn woning had gelokt. Idris werd hierop door de politie gearresteerd maar hij ontkende elke betrokkenheid. Wegens gebrek aan bewijs moest Idris daarom worden vrijgelaten. Kort hierna emigreerde Idris naar Suriname. De Surinaamse autoriteiten gaven de Nederlandse politie geen toestemming om verder onderzoek te doen in dat land.

### Kees van der Spek
Op 17 december 2019 stond een aflevering van het tv-programma Kees van der Spek: Oplichters aangepakt in het teken van de verdwijning van Willemijntje van der Meer. De Nederlandse journalist Kees van der Spek reisde voor het programma naar Suriname om onderzoek te doen en Idris te interviewen. De lokale journalist Carlos Durham vertelde in de uitzending dat ook twee andere partners die Idris in Suriname heeft gehad, onder verdachte omstandigheden zijn verdwenen. Idris ontkende elke betrokkenheid bij de verdwijning van Willemijntje.

### Mogelijke doorbraak
Op 3 augustus 2019 leek er een doorbraak te komen in de vermissingszaak. In de Verenigde Staten was het graf van een ongeïdentificeerde vrouw met de nickname “Miss Molly” heropend in een ultieme poging haar identiteit te achterhalen. Het levenloze lichaam van deze vrouw was in 1986 gevonden in een waterplas onder een brug in Saline County, Kansas. De vrouw bleek te zijn vermoord.
Miss Molly droeg kleding die gefabriceerd was in Europa. Zo was haar trainingsbroek afkomstig uit Duitsland en haar beha uit Frankrijk. Het Amerikaanse rechercheteam ging er daarom vanuit dat het ging om een vrouw afkomstig uit Europa. De uiterlijke kenmerken van Miss Molly werden daarop vergeleken met die van vermiste vrouwen in Europa. Dit leverde twee mogelijke matches op van Nederlandse vrouwen: De in 1982 vermiste Anna Neeft en Willemijntje van der Meer. Miss Molly had een operatie-litteken op haar onderbuik, en had een brandwond aan haar been. Dat kwam overeen met Willemijntje, wier baarmoeder was verwijderd en die ook een brandwond op die plek had.
Op 12 augustus 2020 werd bekendgemaakt dat het DNA-onderzoek geen match had opgeleverd met een van de twee Nederlandse vrouwen. Miss Molly werd uiteindelijk geïdentificeerd als een 28-jarige vrouw uit Los Angeles.